# Debetní karta
Debetní karta je platební karta přímo spojená s bankovním účtem majitele, která umožňuje provádět finanční operace (výběr peněz v hotovosti, bezhotovostní platby v maloobchodní síti nebo na internetu atd.), jen pokud je na účtu, ke kterému byla karta vydána, dostatek peněz (nelze platit do záporného zůstatku na účtu). K zúčtování (tj. zanesení platby na účet klienta) dochází většinou ihned po provedené transakci (on-line, často nejprve jako blokace peněžních prostředků), nebo v rozmezí několika dnů (off-line). Klient může mít k bankovnímu účtu sjednán kontokorent, který umožňuje čerpat pod nulový zůstatek na účtu, přičemž taková debetní karta má vliv na bonitu klienta při sjednávání půjčky nebo hypotéky.

## Srovnání debetní a kreditní karty
Podle výzkumů v roce 2010 více než polovina Čechů nezná rozdíl mezi debetní a kreditní kartou. Při nesprávném pochopeni jejich rozdílů však mohou hrozit finanční obtíže. Zde je souhrn zásadních rozdílů:
1. Debetní kartou se čerpají především vlastní peněžní prostředky zatímco kreditní kartou se čerpají vždy peníze banky, které je nutné v určitém časovém horizontu uhradit.[2]
2. Kreditní karty mají vlastní úvěrový účet a peníze se bance splácí dle dohodnutých pravidel. Kreditní kartu lze provozovat i bez běžného účtu.[3]
3. Za přečerpání na běžném účtu při povoleném kontokorentu se platí obvykle více než při použití úvěru a kreditní karty.[4]
4. Výběr z bankomatu kreditní kartou je výrazněji zpoplatněn než při použití debetní karty.

### Výhody debetních karet
- Komfort: držitelé s sebou nemusí nosit velkou hotovost, mají kdykoli rychle k dispozici prostředky, uložené na svém běžném účtu, a to až do výše stanoveného denního limitu.
- Kontrola: debetní karty poskytují větší kontrolu v reálném čase, při nepovoleném kontokorentu nelze vyčerpat více než je zůstatek na běžném účtu.
- Poplatky: jelikož je karta financována z peněz držitele účtu, neplatí se úroky, které naopak u kreditní karty po nesplacení celého zůstatku ve stanoveném termínu mohou vzniknout.[5]

### Nevýhody debetních karet
- Penalizace: u mnoha bankovních institucí se aplikuje penalizace formou zvýšených poplatků – například za velmi časté výběry z bankomatů nebo naopak za málo nákupních transakcí u obchodníků.

## Popis údajů debetní karty
- šestnáctimístné číslo, které se také označuje jako číslo karty. Toto číslo je dále členěno do segmentů, ze kterých lze vyčíst na co je karta určena a jakého je typu.[6]
- jméno oprávněného vlastníka karty
- platnost karty
- podpis vlastníka karty
- CVC, trojmístný kontrolní kód používaný při platbách na internetu

## Způsoby plateb kartou

Debetní karta

Standardní debetní kartou lze platit více způsoby. Volba je vždy závislá na aktuální situaci. V současnosti můžeme nejčastěji využít tyto druhy plateb:
1. Platba kartou s čipem u obchodníka: Po vložení do terminálu je vyžádán PIN kód. Ten je požadován kvůli autorizaci, samotný PIN kód se neposílá, zaslán je jen zašifrovaný ověřovací klíč.
2. Platba bezkontaktní kartou: Pro provedení platby je nutné přiložit kartu k terminálu a vyčkat na dokončení transakce. U částek nižších než 500 Kč se obvykle nevyžaduje zadání PIN kódu.
3. Online platba: Pro platbu kartou je nutné zadat několik informací z karty. Je to především číslo karty, platnost a CVC kód. U tohoto typu plateb je vhodné předem zvážit riziko poskytnutých informací konkrétnímu online obchodu nebo internetové stránce, je velké nebezpečí zneužití. Výhodnější je zřídit si takzvanou online kartu, která slouží jen k nákupům a platbám přes internet a lze si nastavením nižšího denního limitu plateb u této online karty chránit peněžní prostředky na účtu před zneužitím poskytovaných údajů.[7]
4. E-commerce platba mobilem nebo chytrými hodinkami: Platná platební karta je zadána do mobilního zařízení a ověřena vydávající bankou. V mobilním zařízení vznikne virtuální karta, kterou je možné platit jako kdyby šlo o bezkontaktní kartu. Mobilní zařízení musí mít NFC a banka vydávající kartu musí podporovat Google Pay,  Apple Pay.,nebo jiný E-commerce platební systém. Při platbách do 500 Kč je nutné telefon "rozsvítit", nad 500 Kč je někdy požadováno odemknutí telefonu.
5. Platba magnetickým proužkem: Karta má své číslo nahráno na magnetickém pásku, který je z rubové podílné strany. Obchodník protáhne pásek skrze čtečku, která může on-line nahlásit platbu (jde tedy o obdobu placení čipem). V ČR byla velmi rozšířená až do náhrady platbou čipem.
6. Platba žehličkou: Embosovaná karta (s vystouplými číslicemi a dalšími údaji) je mechanicky obtisknuta na účtenku pomocí speciálního strojku ("žehlička"), účtenku zákazník podepíše a obchodník ji následně předloží k proplacení ve své bance. V ČR byla používána velmi málo a ukončena před rokem 2010.

## Platba v zahraniční měně
Ať už probíhá výběr z bankomatu nebo platba kartou v zahraniční měně, vždy se používá stejný kurz banky pro danou měnu. Výjimkou je, pokud je vynuceno DCC (dynamic currency conversion), což je mezinárodně používaný termín pro službu, kdy se při platbě za nákup realizuje i přepočet platby na domácí měnu. Tedy u obchodníka dojde k platbě v domácí měně a použije se kurz obchodníka, který bude ve většině případů méně výhodný – proto je lepší vždy platit v lokální měně a nechat převod měny na bance.
Nicméně i když je realizován převod měny bankou, nemusí dojít k převodu měn zcela podle jejího kurzovního lístku. Pokud banka nevede interní účet pro danou cizí měnu, aplikuje se převod kurzu podle kurzu karetní asociace vydávající kartu (Visa, MasterCard). Proto může dojít k rozdílu obdržených/zaplacených peněz v lokální měně versus vydané české koruny.

## Typy platebních systémů
V současnosti jsou nejrozšířenější tři typy vydavatelů karet. Jsou to karty typu MasterCard, Visa Electron a Maestro. Největším rozdílem těchto typů karet je celosvětový počet míst, kde tyto karty akceptují. Nejrozšířenějším systémem je MasterCard s 25 milióny terminály.

## Historie
Dnešní debetní karta vychází z principu dvou systémů. První systém se začal v Evropě používat v roce 1968 a karty sloužily ke kontrole při bezhotovostních platbách spolu s šekem a pro výběry hotovosti ve finančních institucích. Druhým systémem byly v USA používané ATM karty – karty pro výběry hotovosti z bankomatů pomocí PIN čísla, které byly později také použity k bezhotovostním platbám na platebních terminálech.
První oficiální karta v Československu byla vydána v roce 1988 Živnobankou pro platby v Tuzexu. Dalším mezníkem byla karta pro výběry z bankomatu v roce 1992. O rok později se objevily první platební terminály.